# Минёр (стадион)
«Минёр» (болг. Стадион «Миньор») — футбольный стадион, расположенный в городе Перник, Болгария, домашняя арена одноименного клуба.Открыт в 1954 году.

## История
Постройка арены проходила в 1951—1954 годах, открыто поле было 30 мая того же года как «Стадион Георгий Димитров».
В дальнейшем арена на протяжении непродолжительного периода времени носила название «Стадион мира».
На торжественной церемонии присутствовали многочисленные представители болгарской Компартии, в том числе министр обороны Иван Михайлов.
Открывал арену товарищеский матч команды из Перника с донецким «Шахтером».
Первым официальным матчем, прошедшем на арене, стала встреча «Минера» с клубом «ВМС», проигранная со счетом 1:2.
При строительстве планировалось, что трибуны стадиона будут рассчитаны на 19 000 зрителей. В наши дни, после ряда капитальных реконструкций, последняя из которых была проведена в 2010 году, арена способна принимать около 6000 зрителей.
Владельцем стадиона является община Перник, что в 2011 году привело к конфликту между собственниками стадиона и футбольного клуба по вопросу арендной платы.